# Hyena
"Hyena" é o décimo segundo single da banda de rock visual kei japonesa the GazettE, lançado em 7 de fevereiro de 2007 pela King Records. A canção de lado-B "Chizuru" foi selecionada para a trilha sonora do filme coreano de suspense Apartment.

## Lançamento
O single foi anunciado em novembro de 2006, durante a turnê nacional Decomposition Beauty. Foi lançado em duas edições: a Optical Impression, que vem com a canção "Hyena", seu videoclipe e a canção "Chizuru" e a Auditory Impression que em vez do videoclipe, vem com a faixa bônus "Defective Tragedy". O videoclipe de "Hyena" mostra a banda tocando cercada por uma multidão de fãs.

## Recepção
CD Journal, em crítica ao single, conta que "Hyena" mantém a originalidade da banda e possui um "alto nível de musicalidade". Falando sobre "Chizuru", o site conta que a letra combina perfeitamente com a mistura de sons. Já sobre a faixa bônus, explica: "a fusão de dureza alternativa e um som fantástico com influência new wave é excelente." O site Barks descreve que a música possui uma melodia acelerada e os vocais são baixos, porém com rosnados e gritos.

## Desempenho comercial
Estreou na quarta posição na Oricon Singles Chart e permaneceu na parada por nove semanas. É o sexto single mais vendido da banda segundo a Oricon. Na parada Japanese Rock & Pop Singles da Tower Records, ficou em quinto lugar.

## Faixas

### Optical Impression
| Disco um (CD) |                  |         |  |
| N.º           | Título           | Duração |  |
| 1.            | "Hyena"          | 4:16    |  |
| 2.            | "Chizuru (千鶴)" | 5:47    |  |

| Disco dois (DVD) |                                  |         |  |
| N.º              | Título                           | Duração |  |
| 1.               | "Hyena" (Videoclipe e making-of) |         |  |

### Hyena: Auditory Impression
| N.º            | Título              | Duração |  |
| 1.             | "Hyena"             | 4:16    |  |
| 2.             | "Chizuru (千鶴)"    | 5:47    |  |
| 3.             | "Defective Tragedy" | 6:03    |  |
| Duração total: | Duração total:      | 16:06   |  |

## Ficha técnica
- Ruki – vocais
- Uruha – guitarra solo
- Aoi – guitarra rítmica
- Reita – baixo
- Kai – bateria